# Dolichos simplicifolius
Dolichos simplicifolius är en ärtväxtart som beskrevs av Joseph Dalton Hooker. Dolichos simplicifolius ingår i släktet Dolichos och familjen ärtväxter. Inga underarter finns listade i Catalogue of Life.